# Fixisme

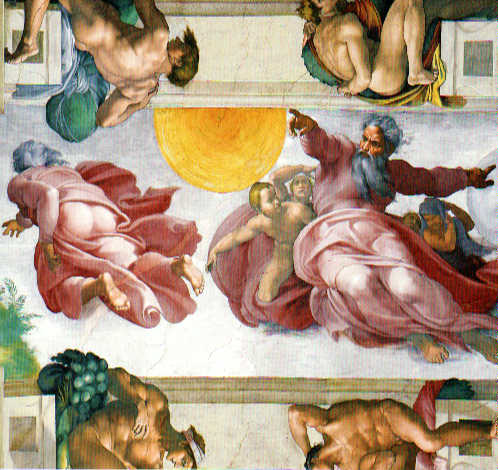
Création du Soleil, de la Lune, et des plantes, fresque de Michel-Ange (1511) sur le plafond de la chapelle Sixtine : à droite Dieu, entouré de quatre putti, pointe du doigt le Soleil resplendissant et la Lune plus pâle qu'il vient de créer ; à gauche, le voile retroussé sur des fesses, Dieu plonge vers la Terre sur laquelle il a créé les premiers buissons et touffes d'herbe. L’historien de l'art Henry Thode pense que Michel-Ange a voulu aussi représenter la création de la Terre.

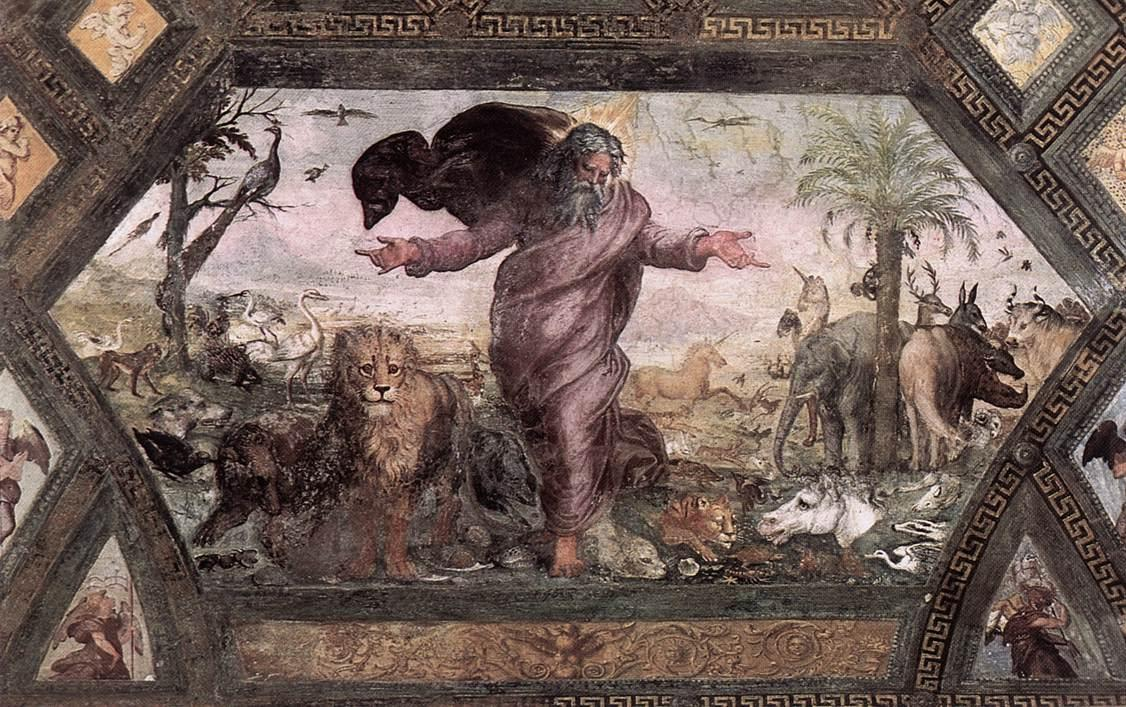
Création des animaux par Raphaël (1518-1519) : Dieu, marchant sur la terre, en fait surgir des animaux de toute espèce. Fresque de la Loggia di Raffaello.

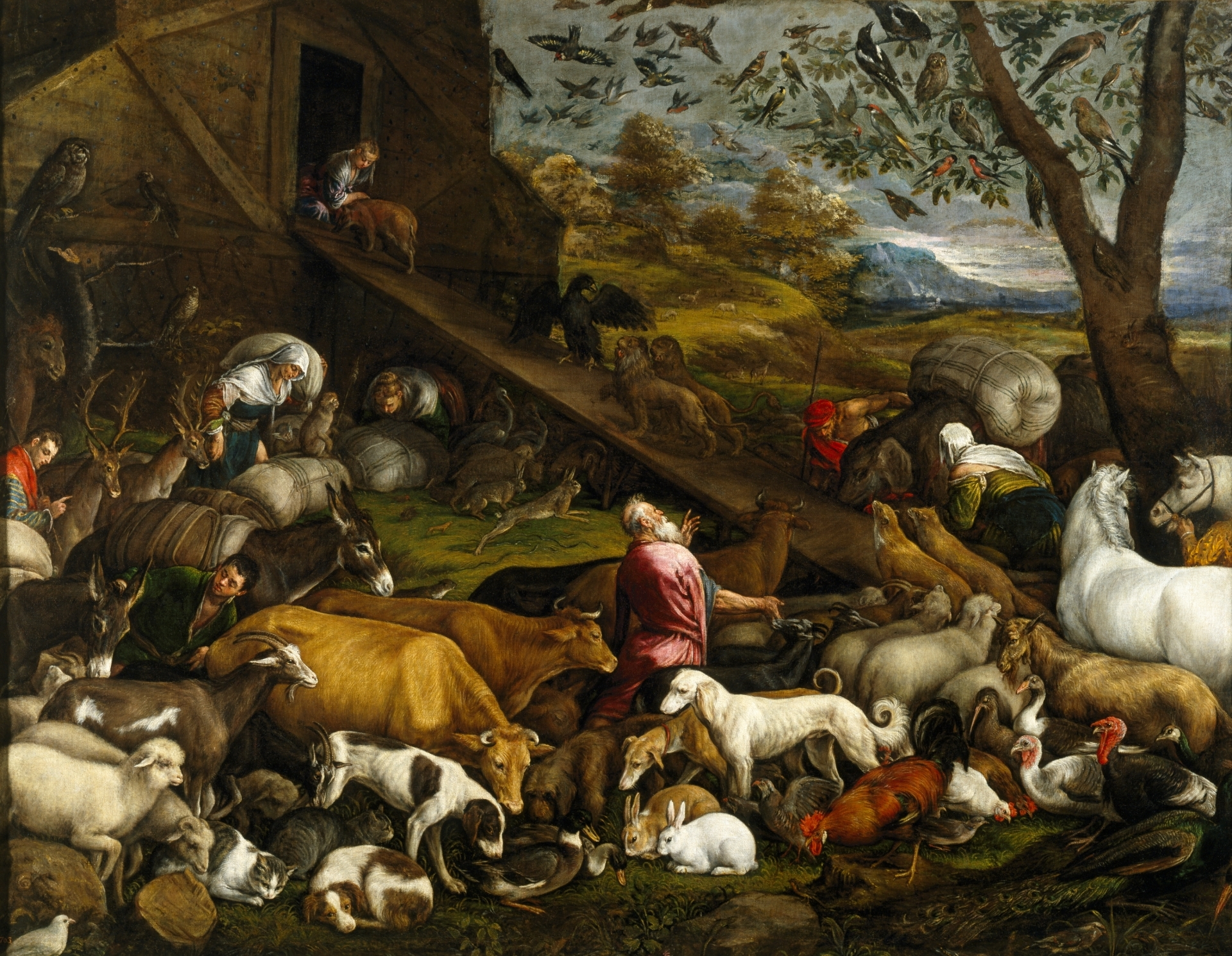
Les Animaux entrant dans l'arche de Noé par Jacopo Bassano (c. 1570) : Amerigo Vespucci se rend compte que toutes les espèces qu'il découvre n'auraient pu être logées dans l'arche de Noé mais a peur de remettre en cause la théorie créationniste fixiste. Attaché au fixisme inspiré par une lecture dogmatique de la Bible, Cuvier a recours à la théorie catastrophiste pour expliquer la disparition d'espèces par le Déluge.

Le fixisme est une hypothèse aujourd'hui rejetée par la communauté scientifique selon laquelle il n'y aurait pas de transformation des espèces végétales ou animales ni d'évolution de l'Univers depuis sa création. Elle suppose que le monde dans lequel l'homme vit est stable (créationnisme) ou revient toujours dans le même état selon des cycles (fixisme cosmologique qui transparaît dans les pensées grecque, hindoue, chinoise et égyptienne).
Le créationnisme est une résurgence du fixisme, il est motivé essentiellement par des considérations religieuses mais se concentre sur l'explication des origines (alors que le fixisme ne s'en préoccupe pas), et s'oppose à certaines théories de l'évolution (alors que le fixisme est antérieur à ces théories).

## Historique
« L'homme est à Dieu ce que le singe est au diable. »

— Martin Luther, Tischreden.
Il s'agit d'un cadre de pensée, inspiré à la fois par les récits originels religieux (par exemple : le septième jour de la création des hébreux) et les philosophies développées dans l'Antiquité (comme la description de l'Univers selon Aristote).
Au cours de l'histoire des sciences, tous les intermédiaires ont été proposés entre le fixisme absolu et l'évolutionnisme intégral : progressionnisme, théorie antitransformiste dont le chef de file est Marcel de Serres, progressionniste qui suppose le perfectionnement graduel des êtres organisés (idée illustrée dans la Marche du Progrès) par remplacement successif des faunes et des flores au cours de l'histoire de la Terre, les nouvelles espèces étant créées indépendamment les unes des autres de manière miraculeuse (selon le créationnisme, création par Dieu ex nihilo) ; le continuisme qui estime que la complexité s'organise selon une succession ininterrompue (croyant en la continuité de la vie à travers les temps géologiques, cette théorie rejette ainsi le catastrophisme et propose de ne considérer que l'uniformitarisme) ; le discontinuisme de Cuvier en accord avec les idées fixistes et catastrophistes (l'anatomiste français n'évoque pas des extinctions de masse mais des extinctions majeures, qu'il appelle « révolutions du globe ») ; le transformisme limité qui admet l'existence d'un lien généalogique entre espèces proches de la classification naturelle, mais qui refuse d'étendre ces connexions au-delà du genre ou de la famille biologique. Au XIXe siècle, l'opposition pertinente, au temps de la naissance des sciences de la terre et de la vie, n'est pas « celle des croyants et des incrédules, recouvrant celle des fixistes et des évolutionnistes, mais celle des catastrophistes et des continuistes ».
Le fixisme a dominé la pensée scientifique et religieuse jusqu'à la formulation des théories de l'évolution, de la dérive des continents, de la cosmologie, l'étude des fossiles, etc. Il a été alors abandonné dans toutes les branches de la science et de la philosophie.